# Asmate fasciata
Asmate fasciata är en fjärilsart som beskrevs av Louis Beethoven Prout 1915. Asmate fasciata ingår i släktet Asmate och familjen mätare. Inga underarter finns listade i Catalogue of Life.